# The Unforgettable Fire
The Unforgettable Fire è il quarto album in studio del gruppo musicale irlandese U2, pubblicato il 1º ottobre 1984 dalla Island Records.
La registrazione dell'album ebbe inizio nel maggio 1984 presso lo Slane Castle nella Contea di Meath, dove soggiornava la band. Il disco venne completato nell'agosto 1984 ai Windmill Lane Studios. Due delle canzoni presenti sono un omaggio a Martin Luther King Jr. The Unforgettable Fire venne accolto favorevolmente dalla critica e produsse il maggior singolo di successo della band fino ad allora, Pride (In the Name of Love), e uno dei brani più celebri del gruppo, Bad, una canzone sulla tossicodipendenza da eroina.
Il titolo del disco è un riferimento all'omonima mostra fotografica "The Unforgettable Fire" sulle vittime delle bombe atomiche di Hiroshima e Nagasaki.
L'album è stato riproposto in versione rimasterizzata il 23 ottobre 2009, in occasione del 25º anniversario della sua uscita.

## Antefatti
Gli U2 temevano che dopo War (album e tour), avrebbero potuto essere considerati l'ennesima "pretenziosa rock band da stadio infarcita di slogan libertari". Il successo dell'album dal vivo Under a Blood Red Sky, tuttavia, diede alla band la possibilità economica per sperimentare nuove sonorità. Dopo un concerto al Phoenix Park Racecourse di Dublino nell'agosto 1983, una delle ultime date del War Tour, Bono dichiarò che la band si sarebbe metaforicamente sciolta per rinascere e sperimentare nuove direzioni. Nel decimo numero di U2 magazine, pubblicato nel febbraio 1984, lo stesso Bono annunciò il radicale cambiamento che avrebbe rappresentato il nuovo album in uscita. Come affermato a posteriori dal bassista Adam Clayton: «Eravamo alla ricerca di qualcosa che fosse un po' più seria, più artistica».
La band aveva registrato i primi tre album con il produttore Steve Lillywhite, e non voleva creare il seguito di War, così sia Lillywhite che i membri del gruppo furono concordi nello scegliere un nuovo produttore discografico per non "ripetere la medesima formula". La band aveva preso in considerazione l'idea di ricorrere a Jimmy Iovine, tuttavia, ritennero che l'americano non fosse adatto per le sonorità europee che avevano in mente. Altre opzioni furono Conny Plank, già collaboratore di Can e Kraftwerk, e il produttore dei Roxy Music, Rhett Davies.
Il chitarrista The Edge era da lungo tempo un ammiratore del lavoro di Brian Eno e dei suoi album ambient, oltre che dell'attività da lui svolta come produttore discografico dei Talking Heads. Così la band decise di contattarlo per produrre il loro nuovo album. Non avendo mai lavorato con gli U2, inizialmente Eno fu esitante nell'accettare l'offerta. Si convinse però quando la band gli fece ascoltare Under a Blood Red Sky. Eno si portò dietro l'ingegnere del suono Daniel Lanois e spiegò agli U2 che lui si sarebbe focalizzato maggiormente sulle idee e gli aspetti concettuali, mentre Lanois si sarebbe occupato della parte tecnica vera e propria. Il presidente della Island Records, Chris Blackwell, inizialmente cercò di dissuadere gli U2 dall'affidare l'incarico a Eno, in quanto credeva che proprio quando la band stava per sfondare definitivamente, Eno avrebbe seppellito la loro musica "sotto tonnellate di strati di avanguardia senza senso".

## Registrazione

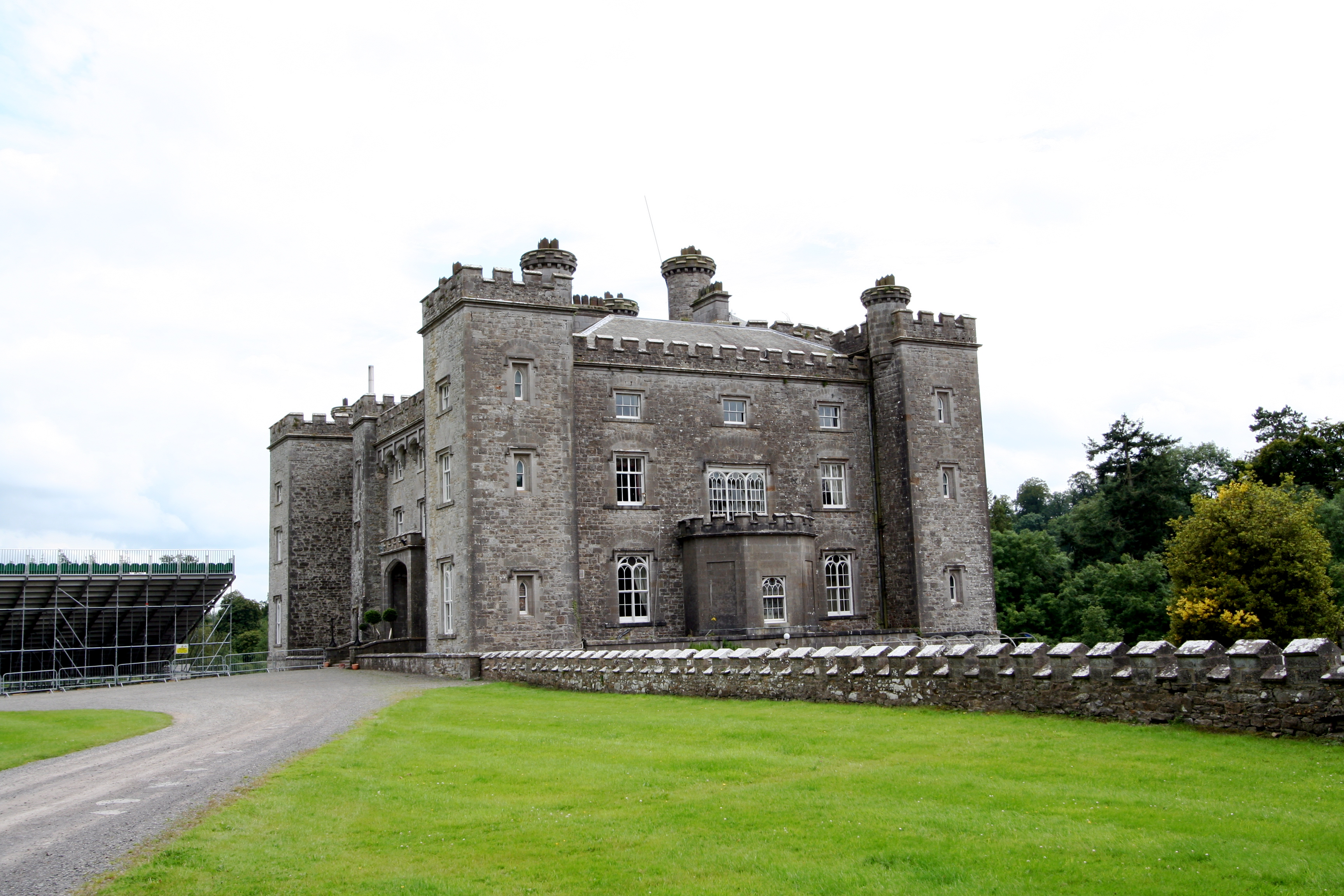
Le prime sessioni per l'album si svolsero allo Slane Castle.

Parte della registrazione di questo album è stata effettuata allo Slane Castle. La band visse per un periodo proprio all'interno di questo castello, adibendo il salotto a studio di registrazione. La sala da ballo dell'edificio venne utilizzato anche per girare parte del videoclip di Pride.
Le canzoni Pride (In the Name of Love), The Unforgettable Fire, e A Sort of Homecoming furono inizialmente composte da Bono nella sua casa a Bray, cittadina irlandese nella contea di Wicklow. Le sedute in studio iniziarono nel maggio 1984 allo Slane Castle, nella Contea di Meath. Gli studi Windmill Lane Studios, dove la band aveva inciso i precedenti tre album, non avevano una sala per suonare dal vivo, quindi lo Slane fu scelto proprio per la possibilità di suonare "live" mantenendo una buona acustica.
La Effanel Music di Randy Ezratty, che si era occupata di registrare gli U2 nei concerti a Boston e Red Rocks dell'anno precedente, fu ingaggiata grazie al suo sistema di registrazione portatile a 24 piste che all'epoca era unico. L'equipaggiamento venne sistemato e montato nella biblioteca del castello con i cavi che passavano nell'adiacente sala da ballo dove suonava la band. Il generatore dello studio si guastò di frequente e quindi si rese necessario registrare molte delle parti di chitarra di Edge con un amplificatore posizionato sul balcone della sala con un telo di plastica sopra a protezione dalla pioggia. La sala da ballo si rivelò essere troppo ampia, così per limitare la dispersione sonora il gruppo si trasferì a suonare direttamente nella biblioteca. Il regista Barry Devlin e la sua troupe cinematografica visitarono il castello per girare un documentario sugli U2 commissionato da RTÉ-TV. Il risultato fu il documentario della durata di mezz'ora intitolato The Making of The Unforgettable Fire, pubblicato su videocassetta nel 1985.
Secondo quanto affermato da Edge, Eno era maggiormente interessato al materiale più sperimentale e non prestò particolare attenzione a tracce quali Pride (In the Name of Love) o The Unforgettable Fire. Tuttavia, Lanois colmò questa lacuna lavorando sui brani ritenuti più convenzionali, e il lavoro dei due si bilanciò adeguatamente. Gran parte dell'album venne poi rielaborato ai Windmill Lane Studios, dove le sessioni si svolsero dal 6 giugno al 5 agosto. Per la prima volta su un album degli U2, venne utilizzato un sintetizzatore; nello specifico un Fairlight CMI, per arricchire il suono di alcuni brani. A Windmill Lane, nacquero tensioni tra il team produttivo e la band, soprattutto perché Eno e Lanois accusarono i membri del gruppo di "non portare mai a termine niente". Dodici giorni prima della data ufficiale di completamento del lavoro, Bono disse di non aver ancora terminato la stesura dei testi delle canzoni, e la band fu costretta a lavorare in studio venti ore al giorno nelle ultime due settimane. In seguito, Bono dichiarò che considerava comunque brani quali Bad e Pride (In the Name of Love) solo delle versioni abbozzate mai completate anche nelle versioni incluse sull'album.

## Composizione
Album molto più d'atmosfera rispetto al precedente War, The Unforgettable Fire fu all'epoca un drastico cambio di stile per la band. Il disco possiede arrangiamenti più ricercati e complessi ed un suono più ricco, e fu il primo degli U2 ad avere sonorità più coese. Sotto la direzione di Lanois, la batteria di Larry Mullen divenne più funky e meno invadente, e il basso di Adam Clayton, maggiormente sottile e subliminale, così da supportare le canzoni invece che sovrastarle.
La traccia d'apertura, A Sort of Homecoming, mostra fin da subito il cambio di rotta stilistico della band. Come in gran parte dell'album, il martellante suono della batteria caratteristico di War è rimpiazzato da uno shuffle poliritmico, e la chitarra non è più predominante nel missaggio. Altro esempio tipico è la canzone The Unforgettable Fire, con un arrangiamento d'archi opera di Noel Kelehan, che possiede un andamento sinfonico costruito su una chitarra "ambient" e una sezione ritmica sommessa. Gli U2 citarono come ispirazione sia per il brano che per il titolo dell'album, la mostra fotografica "The Unforgettable Fire" (appunto), che ebbero la possibilità di visitare al The Peace Museum di Chicago. La mostra, commemorava le vittime delle atomiche di Hiroshima e Nagasaki. Tuttavia, nel testo della canzone non è presente nessun riferimento al nucleare. Piuttosto, secondo quanto dichiarato da Bono, tratterebbe di un viaggio a Tokyo.
I testi delle canzoni sul disco si aprono a diverse interpretazioni, cosa che insieme al sound astratto e d'atmosfera, crea quello che la band definì "un feeling molto visivo". Bono, che aveva recentemente passato parecchio tempo a leggere scritti di poesia, filosofia, e letteratura, adottò un approccio maggiormente professionale alla stesura delle liriche delle canzoni, cercando metriche più elaborate. Brani come Bad e Pride (In the Name of Love) non furono mai completati del tutto, volutamente lasciati come "bozzetti incompiuti", e The Unforgettable Fire divenne, secondo le parole di Bono, un disco "meravigliosamente sfuocato, come un dipinto impressionista".
La melodia e gli accordi di Pride (In the Name of Love) nacquero in occasione di un soundcheck, alle Hawaii, durante una data del War Tour del 1983. In origine, la canzone avrebbe dovuto parlare di Ronald Reagan e del suo orgoglio (in inglese "pride") nella forza militare degli Stati Uniti, ma successivamente Bono venne ispirato da un libro di Stephen B. Oates intitolato Let The Trumpet Sound: A Life of Martin Luther King, Jr., che raccontava la storia del Reverendo Martin Luther King Jr., e da una biografia di Malcolm X. Quindi egli riscrisse il testo come una sorta di omaggio a King, ritenendo che fosse un soggetto molto più meritevole per una canzone rispetto a Reagan. Pride passò attraverso numerose revisioni e ripensamenti in fase di registrazione, ma divenne il singolo di maggior successo degli U2 fino ad allora. In Wire, Bono cercò di trasporre il suo rapporto conflittuale con le droghe. Nel brano è riscontrabile la forte influenza dei Talking Heads, con i quali Eno aveva lavorato pochi anni prima. Gran parte del testo della canzone venne improvvisato da Bono al microfono. Lo strumentale ambient 4th of July nacque unicamente da un momento d'ispirazione da parte di Brian Eno. Al termine di una seduta in studio, Eno sentì Clayton mentre improvvisava una melodia al basso. The Edge si unì a lui, anch'esso improvvisando alcune idee alla chitarra seguendo la linea di basso; senza sapere di essere registrato. Eno aggiunse qualche abbellimento e poi trasferì il pezzo su un nastro a due tracce e decise di inserirlo sull'album così com'era. Il titolo della canzone non ha nulla a che fare con la festa dell'Indipendenza festeggiata ogni 4 luglio negli Stati Uniti, ma è la data della nascita della prima figlia di Edge. In Bad, Bono descrisse la rabbia e l'impotenza di un uomo distrutto dall'uso di eroina, cantando dal punto di vista del tossicodipendente. Elvis Presley and America è una semplice improvvisazione, basata sulla traccia base rallentata di A Sort of Homecoming, nella quale Bono canta nei panni dell'Elvis Presley grasso e sfatto di metà anni settanta, mentre ricorda in maniera sconnessa il suo passato glorioso e la perduta moglie Priscilla. Altra canzone, Indian Summer Sky, è una riflessione di carattere sociale sulla natura (indian summer è l'espressione inglese per indicare l'estate di San Martino), mentre Promenade è il resoconto di una passeggiata fatta a Bray da Bono e la moglie Aly. La sognante MLK fu composta come un'elegia in onore di Martin Luther King.

## Copertina

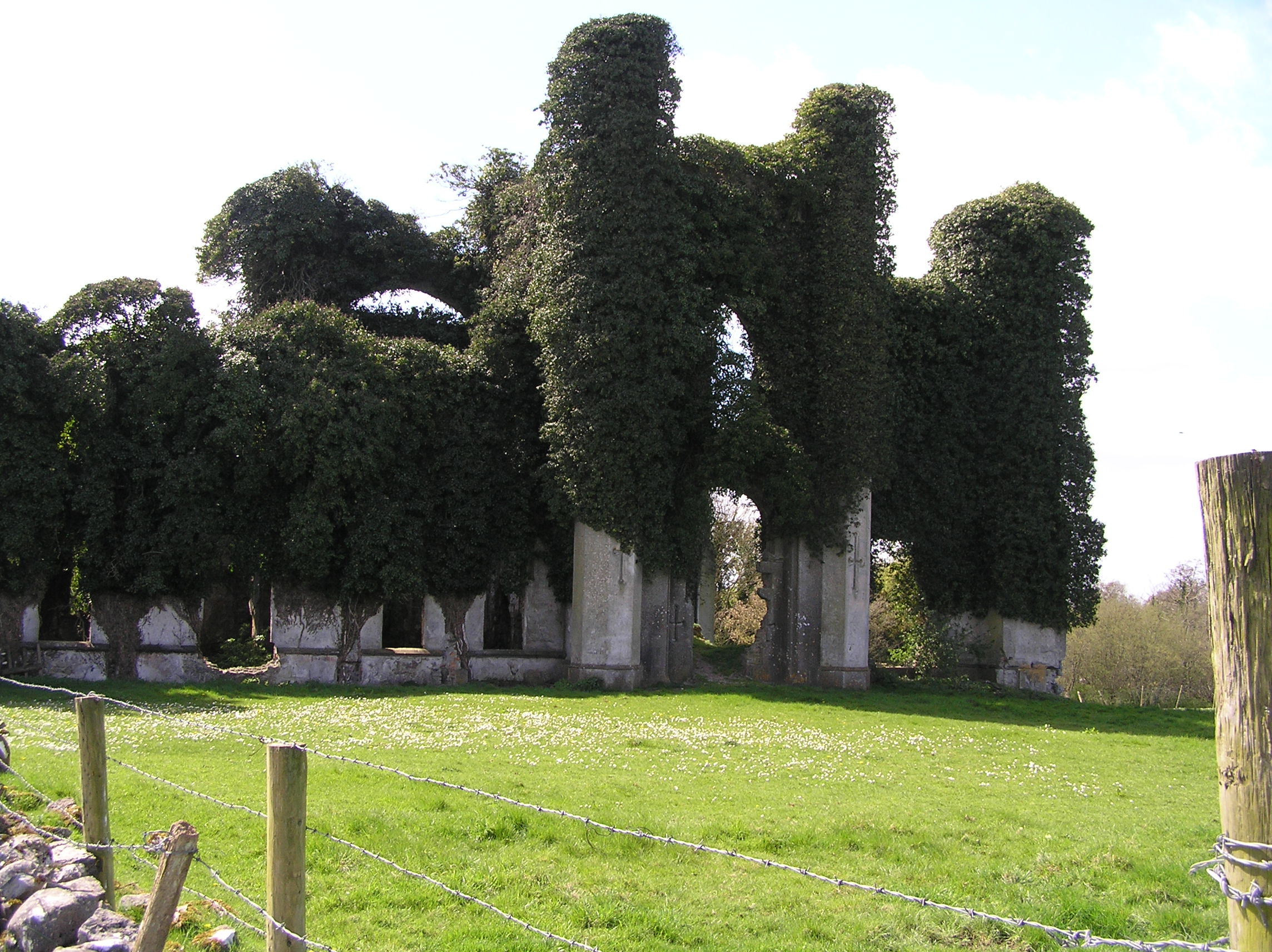
Il castello di Moydrum ritratto sulla copertina dell'album The Unforgettable Fire degli U2.

La band passò alcuni giorni a girare l'Irlanda con il fotografo Anton Corbijn per trovare la location adatta per la foto di copertina. Contrariamente a quanto creduto da molti, il castello in copertina non è lo Slane Castle (dove si svolsero le prime sessioni di registrazione per l'album) bensì il Moydrum Castle, situato nei pressi della cittadina di Athlone, nella Contea di Westmeath. Al gruppo piacquero l'ambiguità dell'immagine e il misticismo irlandese che videro in essa. La fotografia, però, eccezion fatta per la presenza dei membri della band, risultò essere una copia virtuale della copertina del libro del 1980 In Ruins: The Once Great Houses of Ireland di Simon Marsden, e gli U2 furono costretti a pagare i diritti d'immagine.

## Pubblicazione e promozione
The Unforgettable Fire venne pubblicato il 1º ottobre 1984.
Pride (In the Name of Love) fu estratto come primo singolo nel settembre 1984, e divenne il maggior successo della band fino ad allora. Il 45 giri entrò nella Top 5 in Gran Bretagna e nella Top 40 negli Stati Uniti.
Il singolo omonimo venne pubblicato nell'aprile 1985. Nel Regno Unito raggiunse la sesta posizione della Official Singles Chart ma non fece altrettanto bene negli Stati Uniti d'America.

## Accoglienza
| Recensione                    | Giudizio |
| ----------------------------- | -------- |
| Ondarock                      |          |
| AllMusic                      |          |
| Rolling Stone                 |          |
| The Austin Chronicle          |          |
| Chicago Tribune               |          |
| Encyclopedia of Popular Music |          |
| Entertainment Weekly          | B+       |
| Piero Scaruffi                |          |
| Q                             |          |
| Robert Christgau              | B+       |

All'epoca della pubblicazione, The Unforgettable Fire ricevette critiche generalmente favorevoli. Paul Du Noyer di NME lodò l'album e il nuovo team produttivo Eno—Lanois. Tony Fletcher di Jamming! scrisse che seppur non si potesse parlare di un album pieno di successi da classifica, l'opera era una collezione energica e potente di tematiche e idee, all'inizio trascurabile ma affascinante e durevole nel tempo. Infine, Fletcher ebbe elogi anche per la produzione di Brian Eno. Hot Press accolse l'arrivo di Eno come una "mossa importante", e il recensore Liam Mackey definì l'album "ricco e meritevole".
In Melody Maker, Adam Sweeting scrisse che The Unforgettable Fire poteva essere considerato l'altra faccia della medaglia di War. Dove quest'ultimo inizia con il martellante suono paramilitare della batteria in Sunday Bloody Sunday, ... Fire apre le danze con la placida A Sort Of Homecoming, il cui testo intriso di misticismo adorna la romantica copertina bordò ed oro. Kurt Loder fu più critico su Rolling Stone, definendo il disco un'opera pretenziosa senza brani particolarmente memorabili. Robert Christgau di The Village Voice definì ipocrita il moralistico "selvaggio idealismo romantico" di Bono, specialmente in canzoni quali Pride ed Elvis Presley and America, ma concluse affermando che tutto sommato l'album lo soddisfaceva al punto da "fargli credere temporaneamente nei miracoli". Alla fine del 1984, il disco venne votato il ventinovesimo miglior album dell'anno nella rubrica Pazz & Jop, un sondaggio annuale riservato a critici musicali statunitensi pubblicato su The Village Voice.
In retrospettiva, nel 1996 Bill Graham di Hot Press scrisse che The Unforgettable Fire era l'album più importante degli U2 e che salvò la band dal punto di vista creativo. Il critico musicale Piero Scaruffi definisce The Unforgettable Fire "un commosso tributo ai valori della nazione americana, più rilassato e maturo, poetico e trascendente" rispetto ai dischi precedenti della band.

## Tracce
Testi e musiche di Adam Clayton, The Edge, Bono e Larry Mullen.
1. A Sort of Homecoming – 5:29
2. Pride (In the Name of Love) – 3:49
3. Wire – 4:19
4. The Unforgettable Fire – 4:55
5. Promenade – 2:32
6. 4th of July – 2:15
7. Bad – 6:09
8. Indian Summer Sky – 4:18
9. Elvis Presley and America – 6:22
10. MLK – 2:32

## Il remaster
Il 23 ottobre 2009 è uscito The Unforgettable Fire Remastered, versione appunto rimasterizzata dello storico album degli U2. Questa nuova versione contiene due nuovi brani inediti scritti all'epoca: Disappearing Act e Yoshino Blossom.
- Formato CD: album rimasterizzato in CD
- Formato Deluxe: album rimasterizzato in CD e CD bonus con un libretto di 36 pagine
- Edizione Box set: album rimasterizzato con CD, DVD, un libretto di 56 pagine e 5 fotografie
- Edizione Doppio Vinile: album rimasterizzato in disco vinile con libretto di 16 pagine

### CD bonus
1. Disappearing Act - 4:35 (inedito)
2. A Sort of Homecoming (live from Wembley Arena, London) - 4:07
3. Bad (live from NEC, Birmingham) - 8:00
4. Love Comes Tumbling - 4:52 (B-side di The Unforgettable Fire)
5. The Three Sunrises - 3:53 (B-side di The Unforgettable Fire)
6. Yoshino Blossom - 3:39 (inedito)
7. Wire (Kevorkian 12" Vocal Remix) - 5:12
8. Boomerang I - 2:48 (B-side di Pride (In the Name of Love))
9. Pride (In the Name of Love) (extended single version) - 4:43
10. A Sort of Homecoming (Daniel Lanois Remix) - 3:10
11. 11 O'Clock Tick Tock (long version) - 4:11 (B-side di Pride (In the Name of Love))
12. Wire (Celtic Dub Mix) - 4:36
13. Bass Trap - 5:15 (B-side di The Unforgettable Fire)
14. Boomerang II - 4:50 (B-side di The Unforgettable Fire)
15. 4th of July (single version) - 2:26 (B-side di Pride (In the Name of Love))
16. Sixty Seconds in Kingdom Come - 3:15 (B-side di The Unforgettable Fire)

### DVD
- The Unforgettable Fire Collection

1. The Unforgettable Fire (videoclip)
2. Bad (Live Video)
3. A Sort of Homecoming (Live)
4. Pride (In the Name of Love) (Slane Castle Version)
5. Dietro le quinte di The Unforgettable Fire

- U2 Live all'Amnesty International, concerto per il A Conspiracy of Hope – Giants Stadium, New Jersey – 15 giugno 1986

1. MLK
2. Pride (In the Name of Love)
3. Bad

- U2 Live Aid – Wembley Stadium, Londra – 13 Luglio 1985

1. Sunday Bloody Sunday
2. Bad

- Pride (In the Name of Love) - Sepia Version
- 11 O'Clock Tick Tock – Versione Bootleg, live al Croke Park, 29 Giugno 1985

## Formazione

### U2
- Bono - voce (eccetto traccia 6)
- The Edge - chitarra (eccetto traccia 10); tastiere (tracce 4, 5, 9 e 10); cori (eccetto tracce 5-10)
- Adam Clayton - basso
- Larry Mullen Jr. - batteria (eccetto tracce 6 e 10)

### Altri musicisti
- Brian Eno - cori, strumenti addizionali, effetti
- Daniel Lanois - cori, strumenti addizionali, effetti
- Paul Barrett - sintetizzatori
- Noel Kelehan - arrangiamento archi (tracce 4 e 7)
- Chrissie Hynde - cori (traccia 2)
- Peter Gabriel - voce aggiuntiva (A Sort of Homecoming (Daniel Lanois Remix))

### Produzione
- Brian Eno e Daniel Lanois - produzione, ingegneria del suono
- Kevin Killen - ingegneria addizionale
- Randy Ezratty - assistente ingegneria
- Anton Corbijn e Steve Averill - concezione copertina
- Anton Corbijn, The Creative Dept. Ltd. - realizzazione copertina
- Tutte le tracce sono state registrate in Irlanda allo Slane Castle, Co. Meath e Windmill Lane Studios, Dublino.

## Classifiche
| Classifica (1984) | Posizione massima |
| ----------------- | ----------------- |
| Australia         | 1                 |
| Canada            | 5                 |
| Finlandia         | 14                |
| Francia           | 9                 |
| Germania          | 14                |
| Italia            | 5                 |
| Norvegia          | 6                 |
| Paesi Bassi       | 1                 |
| Nuova Zelanda     | 1                 |
| Regno Unito       | 1                 |
| Stati Uniti       | 12                |
| Svezia            | 6                 |
| Svizzera          | 24                |

## Tour promozionale
Per promuovere l'album, il gruppo intraprese l'Unforgettable Fire Tour, partito dalla Town Hall di Christchurch il 29 agosto 1984 e conclusosi al Lark By The Lee Festival di Cork il 25 luglio 1985.